# FexpoMalveira
FexpoMalveira, popularmente conhecida como Feira da Malveira, é uma feira agro-pecuária que se realiza anualmente, na 2.ª semana de Agosto na Freguesia da Malveira, Município de Mafra, no Distrito de Lisboa, em Portugal.
Estávamos em pleno reinado de Dom Pedro I, que governou entre 1357 e 1367, quando o Prior de Santa Maria de Cheleiros, Vicente Annes Fróis, faz referência ao Casal da Malveira no seu testamento, em 1363.  No livro “Coisas Velhas de Velhos Tempos”, Amândio Quinto, um malveirense profundo conhecedor da história da vila, menciona que este é o documento mais antigo que se conhece acerca da história da Malveira. Mas se as suas raízes remontam ao tempo dos amores de Dom Pedro I e de Inês de Castro, o certo é que a História não se esqueceu da Malveira.  Aquando as invasões francesas, em 1809, o marechal Soult, comandante das tropas anglo-portuguesas, decide, para proteger Lisboa, criar linhas defensivas, que não eram mais do que fortalezas localizadas estrategicamente no cimo de elevações, que vieram a ficar conhecidas como as Linhas de Torres Vedras. Sendo que na Malveira foram construídos quatro redutos defensivos: o Forte de Santa Maria, o Forte do Matoutinho, o Forte do Cabeço Gordo e o Forte da Feira. Mais tarde, a 25 de Março de 1783, nasce a feira da Malveira e nos finais do século XIX o Caminho-de-ferro chega à localidade, contribuindo grandemente para o seu desenvolvimento. Já no século XX, em 1934, assiste-se à inauguração do Matadouro Municipal, da Casa do Povo e da electricidade em 1985 é-lhe atribuído o título de vila. Porém, a história desta povoação não fica por aqui e uns anos depois, mais precisamente em 1989, a Malveira assiste a um acontecimento, que acaba por se transformar num ritual, assegurando, assim, a sua continuidade até aos dias de hoje.  Desde 1989, que em Agosto a vila abre as portas da Fexpomalveira, que se realiza na mata paroquial, a todos aqueles que a queiram visitar. Um certame que abrange várias áreas como a agro-pecuária, a indústria, o comércio e o artesanato e que este ano será a sua XIX edição. «Quando arrancamos com a organização da iniciativa estávamos a menos de um mês da data que pretendíamos, que era 15 de Agosto, data da padroeira da Malveira», revela Eurico Esteves, veterinário e um dos fundadores. Mas, continua o responsável, «conseguimos num curto espaço de tempo montar a primeira Fexpomalveira e, inclusive, desbravar a mata, que na altura estava pouco explorada e grande parte da população nunca tinha ido àquela zona». Um feito conseguido graças à ajuda de «muita gente que rodeou a comissão organizadora», da qual faziam parte Ernesto Ramalheiro, Manuel Luís Castelo, José Bizarro Duarte, José António Brito. Ernesto João Tomás e Eurico Esteves. «Podemos considerar estes seis elementos como os mentores da Fexpomalveira», avança o veterinário, salientando que, «no entanto, não podemos falar só nestes seis nomes porque houve muita gente a envolver-se no projecto».  No fundo, a Fexpomalveira nasce da necessidade do presidente do Atlético Clube da Malveira da época, Ernesto Ramalheiro, de organizar um evento que lhe garantisse algum dinheiro para o sustento do clube. «A ideia foi fazer uma festa na terra, pois na Malveira não havia festejos da vila há quase 20 anos, ou seja, desde as festas do Barrete Preto», esclarece o impulsionador, dizendo que estas incluíam «bandas filarmónicas, várias largadas de touros no largo da feira e arraiais». Querendo que a festa fugisse à banalidade do que existia, os elementos da comissão organizadora pretendiam que o evento fosse, ao mesmo tempo, «uma feira, uma festa e uma exposição», conta Eurico Esteves.  E é exactamente desta vontade dos seus fundadores que advém o nome “Fexpomalveira”. «Tentámos dar um cunho diferente e foi então que resolvemos introduzir uma exposição de gado», declara o veterinário, justificando que «na altura isto não era fácil, dado que havia determinadas doenças que dificultavam levar a cabo estas mostras, lembro-me, por exemplo, de uns surtos de brucelose». Considerando esta façanha «um marco», o organizador explica que a «exposição de gado acabou por dinamizar o certame e atribuir-lhe, dentro do concelho, uma especificidade que a torna sui generis neste aspecto», e, continua, «foi logo um êxito, visto que os próprios produtores e criadores aderiram muito bem».  Aliás, ao longo das várias edições, os animais têm sido protagonistas de algumas peripécias, desde a fuga de vários deles a «um bovino que era, realmente, muito grande, que fez instalar o pânico porque se soltou», relata Eurico Esteves. O boi, que era «extremamente pachorrento», ao coçar-se partiu a vedação e resolveu passear pelo certame, causando uma onda de medo, o que levou «toda a gente a fugir, sendo que muitos nem sequer sabiam o que realmente estava a acontecer e porque estavam em fuga». Mas esta é apenas uma, de entre muitas, histórias caricatas das várias edições da Fexpomalveira, o membro da primeira comissão organizadora relembra ainda episódios de «espectáculos marcados que não aconteciam». Nestas situações era necessário recorrer à improvisação. «Na primeira edição tivemos de improvisar muito devido ao pouco tempo de que dispúnhamos», declara Eurico Esteves, contando que «tinham decorrido as marchas populares e fui ter com as responsáveis e pedi-lhes para as transformar num rancho e foi assim que surgiu o Sancho Folclórico da Malveira, exactamente a partir da primeira Fexpomalveira».  Fonte: Jornal O Ericeria. 10 de Agosto 2007
Para além do Atlético Clube da Malveira, a Fexpomalveira conta com outros apoios importantes, de onde se destacam a Junta de Freguesia da Malveira e a Câmara Municipal de Mafra, para além das várias instituições e organizações da freguesia. Aliás, «olhando para todos estes anos e para o arranque quase inconsciente, a Fexpomalveira veio superar todas as nossas expectativas e ninguém conseguiria imaginar que ela viesse a tomar as proporções que actualmente tem», afirma Eurico Esteves, salientando que «isto deve-se também ao facto dos executivos que têm passado pela Junta de Freguesia estarem interessados no evento, porque, sem dúvidas, a sua realização assenta neste órgão, embora seja independente».  Afinal, não podemos esquecer que «desde o seu início que é considerada a festa da vila». Um acontecimento que exige muito trabalho, esforço e dedicação, já que a sua organização engloba, por exemplo, fazer publicidade, panfletos, a parte lúdica, e montagem dos palcos, e a angariação de expositores, etc. «O que me tem marcado mais é a sua continuidade, assim como o empenho que todas as comissões e a própria Junta têm demonstrado ao longo dos anos», revela o veterinário, acrescentando que «umas edições podem ter mais êxito do que outras, mas tem havido sempre um grande empenho de todos».  Outro aspecto a salientar é o primeiro regulamento, uma vez que foi elaborado «no primeiro ano, e em escasso tempo, e ainda hoje serve de base ao certame», afirma Eurico Esteves, explicando que nele, por exemplo, se encontram a definição e o objectivo do evento. O impulsionador refere ainda que «talvez devido à conjectura económica ou por estarmos nas primeiras edições, noto que havia mais empenho dos stands em se apresentarem de uma forma mais exposta e tinham até mais cuidado na própria decoração, pois tentavam pôr alguma arte na própria forma de mostrar os seus produtos, ultimamente apresentam-se de uma forma mais comercial». Por último, menciona que «é evidente que há uma evolução, mas a Fexpomalveira contínua a ter a mesma filosofia de estrutura que tinha na altura».  Fonte: Jornal O Ericeria. 10 de Agosto 2007